# Parma Calcio 1913 2017-2018
Questa voce raccoglie le informazioni riguardanti il Parma Calcio 1913 nelle competizioni ufficiali della stagione 2017-2018.

## Stagione
Nella stagione 2017-2018 il Parma ritornato in Serie B riesce a compiere il salto triplo, con il ritorno nella massima serie in pochi anni. Ripartito nel 2015 dalla Serie D in seguito al fallimento della vecchia società, in tre anni la favola parmense ha trasformato i ducali nel primo club italiano capace di conquistare tre promozioni consecutive, dalla Serie D alla Serie A. Allenati dal confermato Roberto D'Aversa i crociati sono approdati nel massimo campionato, senza dover passere dalle forche dei Play-off, superando nello sprint per il secondo posto il Frosinone con gli stessi 72 punti, ma con il vantaggio nei confronti diretti con i ciociari, che si sono trovati costretti a dover vincere gli spareggi per salire anch'esso in Serie A, con l'Empoli che ha dominato il campionato, ottenendo 85 punti. Emanuele Calaiò con 13 reti è stato il miglior marcatore dei crociati. Meno virtuoso il percorso del Parma nella Coppa Italia Tim Cup dove è stato subito estromesso nel secondo turno, perdendo (2-1) a Bari.

## Divise e sponsor
Il fornitore tecnico per la stagione 2017-2018 è Erreà. Gli sponsor di maglia sono i seguenti:
- Cetilar, il cui marchio appare al centro delle divise
- Aon, sulla parte destra del petto
- Fratelli Beretta (sul retro) sotto il brand "Viva la Mamma".
- Colser sui pantaloncini

| Casa | Trasferta | Terza divisa | Parma-Spezia |

## Rosa
| N. |                        | Ruolo | Calciatore           |
| -- | ---------------------- | ----- | -------------------- |
| 1  | Italia (bandiera)      | P     | Pierluigi Frattali   |
| 2  | Italia (bandiera)      | D     | Simone Iacoponi      |
| 3  | Senegal (bandiera)     | D     | Mohamed Coly         |
| 4  | Italia (bandiera)      | C     | Francesco Corapi     |
| 4  | Italia (bandiera)      | C     | Antonio Vacca        |
| 5  | Italia (bandiera)      | D     | Valerio Di Cesare    |
| 6  | Italia (bandiera)      | D     | Alessandro Lucarelli |
| 7  | Italia (bandiera)      | D     | Pasquale Mazzocchi   |
| 8  | Italia (bandiera)      | C     | Luigi Scaglia        |
| 8  | Italia (bandiera)      | A     | Amato Ciciretti      |
| 9  | Italia (bandiera)      | A     | Emanuele Calaiò      |
| 10 | Senegal (bandiera)     | A     | Yves Baraye          |
| 11 | Italia (bandiera)      | C     | Gianni Munari        |
| 13 | Uruguay (bandiera)     | D     | Juan Ramos           |
| 14 | Italia (bandiera)      | A     | Marco Frediani       |
| 15 | Paesi Bassi (bandiera) | A     | Alessio Da Cruz      |
| 15 | Italia (bandiera)      | D     | Desiderio Garufo     |
| 16 | Italia (bandiera)      | D     | Armando Anastasio    |

| N. |                   | Ruolo | Calciatore          |
| -- | ----------------- | ----- | ------------------- |
| 17 | Italia (bandiera) | C     | Antonino Barillà    |
| 18 | Italia (bandiera) | A     | Manuel Nocciolini   |
| 19 | Italia (bandiera) | A     | Roberto Insigne     |
| 20 | Italia (bandiera) | C     | Antonio Di Gaudio   |
| 21 | Italia (bandiera) | C     | Matteo Scozzarella  |
| 22 | Italia (bandiera) | P     | Michele Nardi       |
| 23 | Italia (bandiera) | D     | Marcello Gazzola    |
| 24 | Italia (bandiera) | D     | Lorenzo Saporetti   |
| 25 | Italia (bandiera) | D     | Luca Germoni        |
| 26 | Italia (bandiera) | A     | Luca Siligardi      |
| 27 | Italia (bandiera) | C     | Davide Giorgino     |
| 28 | Italia (bandiera) | D     | Riccardo Gagliolo   |
| 29 | Italia (bandiera) | C     | Manuel Scavone      |
| 30 | Italia (bandiera) | A     | Fabio Ceravolo      |
| 31 | Cile (bandiera)   | D     | Francisco Sierralta |
| 33 | Italia (bandiera) | C     | Jacopo Dezi         |
| 35 | Italia (bandiera) | P     | Andrea Dini         |
| 37 | Italia (bandiera) | A     | Davide Mastaj ()    |

## Organigramma societario
Area direttiva
- Presidente: Jiang Lizhang
- Amministratore delegato: Luca Carra
- Club ambassador: Hernán Crespo
- Segretario generale: Alessio Paini
- Segreteria generale: Christian Povolo
- Team manager: Alessio Cracolici
- Responsabile della comunicazione - Ufficio stampa: Nicolò Fabris

Area tecnica
- Direttore sportivo: Daniele Faggiano
- Allenatore: Roberto D'Aversa
- Allenatore in seconda: Andrea Tarozzi
- Allenatore dei portieri: Alberto Bartoli
- Preparatore atletico: Danilo Massi, Luca Morellini
- Preparatore addetto al recupero infortunati: Paolo Giordani
- Match analyst: Marco Piccioni
- Magazziniere: Matteo Priori

Area sanitaria
- Coordinatore area medica: Giulio Pasta
- Responsabile sanitario, medico sociale: Andrea D’Alessandro
- Assistente Medico Sociale: Francesco Praticò
- Fisioterapisti: Giorgio Balotta, Fabrizio Benecchi, Michele Toma, Rino Soda

## Calciomercato

### Sessione estiva(dal 01/07 al 31/08)
| Acquisti         | Acquisti             | Acquisti           | Acquisti      |
| R.               | Nome                 | da                 | Modalità      |
| ---------------- | -------------------- | ------------------ | ------------- |
| P                | Andrea Dini          | San Marino         | definitivo    |
| P                | Michele Nardi        | Santarcangelo      | definitivo    |
| D                | Riccardo Gagliolo    | Carpi              | prestito      |
| D                | Luca Germoni         | Lazio              | prestito      |
| D                | Juan Ramos           | Casertana          | definitivo    |
| D                | Francisco Sierralta  | Udinese            | prestito      |
| C                | Antonino Barillà     | Trapani            | definitivo    |
| C                | Jacopo Dezi          | Napoli             | prestito      |
| C                | Antonio Di Gaudio    | Carpi              | definitivo    |
| A                | Fabio Ceravolo       | Benevento          | prestito      |
| A                | Marco Frediani       | Roma               | definitivo    |
| A                | Roberto Insigne      | Napoli             | prestito      |
| A                | Luca Siligardi       | Verona             | definitivo    |
| Altre operazioni |                      |                    |               |
| R.               | Nome                 | da                 | Modalità      |
| P                | Federico Adorni      | Roma               | svincolato    |
| D                | Yan Koliatko         | Fiorenzuola        | fine prestito |
| D                | Niccolò Monti        | Progresso          | fine prestito |
| D                | Nicholas Oberrauch   | Latina             | svincolato    |
| D                | Giovanni Pinto       | Monopoli           | definitivo    |
| C                | Francesco Giorno     | Casertana          | definitivo    |
| C                | Crocefisso Miglietta | La Fiorita         | fine prestito |
| C                | Joseph Ogunleye      | Lentigione         | fine prestito |
| C                | Bourama Sané         | Lentigione         | fine prestito |
| C                | Gabriele Silva       | Lentigione         | fine prestito |
| A                | Salvatore Contu      | Lentigione         | fine prestito |
| A                | Felice Evacuo        | Alessandria        | fine prestito |
| A                | Francesco Galuppini  | Ciliverghe Mazzano | definitivo    |
| A                | Facundo Lescano      | Igea Virtus        | definitivo    |
| A                | Davide Mastaj        | Colorno            | definitivo    |

| Cessioni         | Cessioni             | Cessioni     | Cessioni      |
| R.               | Nome                 | a            | Modalità      |
| ---------------- | -------------------- | ------------ | ------------- |
| P                | Kristaps Zommers     | Pordenone    | prestito      |
| D                | Michele Messina      | Atalanta     | fine prestito |
| D                | Leonardo Nunzella    | Pordenone    | definitivo    |
| D                | Giacomo Ricci        | Pro Piacenza | prestito      |
| D                | Lorenzo Simonetti    | Renate       | prestito      |
| A                | Simone Edera         | Torino       | fine prestito |
| A                | Davide Sinigaglia    |              | svincolato    |
| Altre operazioni |                      |              |               |
| R.               | Nome                 | da           | Modalità      |
| P                | Alioune Fall         | San Marino   | svincolato    |
| P                | Andrea Panciroli     | Grumellese   | prestito      |
| D                | Yan Koliatko         | Lentigione   | prestito      |
| D                | Giovanni Pinto       | Ascoli       | prestito      |
| C                | Francesco Giorno     | Modena       | prestito      |
| C                | Crocefisso Miglietta |              | svincolato    |
| C                | Joseph Ogunleye      | Lentigione   | definitivo    |
| C                | Bourama Sané         | Rezzato      | svincolato    |
| C                | Gabriele Silva       |              | svincolato    |
| A                | Salvatore Contu      | Colorno      | svincolato    |
| A                | Felice Evacuo        | Trapani      | definitivo    |
| A                | Francesco Galuppini  | Modena       | prestito      |
| A                | Facundo Lescano      | Siena        | prestito      |

### Operazioni tra le due sessioni
| Acquisti         | Acquisti            | Acquisti         | Acquisti         |
| Altre operazioni | Altre operazioni    | Altre operazioni | Altre operazioni |
| R.               | Nome                | da               | Modalità         |
| ---------------- | ------------------- | ---------------- | ---------------- |
| C                | Francesco Giorno    | Modena           | fine prestito    |
| A                | Francesco Galuppini | Modena           | fine prestito    |

| Cessioni         | Cessioni            | Cessioni | Cessioni   |
| R.               | Nome                | a        | Modalità   |
| ---------------- | ------------------- | -------- | ---------- |
| D                | Mohamed Coly        | Rezzato  | svincolato |
| C                | Davide Giorgino     | Rezzato  | svincolato |
| Altre operazioni |                     |          |            |
| R.               | Nome                | da       | Modalità   |
| A                | Francesco Galuppini | Cuneo    | prestito   |

### Sessione invernale(dal 03/01/2018 al 31/01/2018)
| Acquisti         | Acquisti             | Acquisti   | Acquisti      |
| R.               | Nome                 | da         | Modalità      |
| ---------------- | -------------------- | ---------- | ------------- |
| D                | Armando Anastasio    | Napoli     | prestito      |
| D                | Marcello Gazzola     | Sassuolo   | definitivo    |
| C                | Antonio Vacca        | Foggia     | definitivo    |
| A                | Amato Ciciretti      | Benevento  | prestito      |
| A                | Alessio Da Cruz      | Novara     | definitivo    |
| Altre operazioni |                      |            |               |
| R.               | Nome                 | da         | Modalità      |
| P                | Andrea Panciroli     | Grumellese | fine prestito |
| P                | Kristaps Zommers     | Pordenone  | fine prestito |
| C                | Giuseppe Carriero    | Casertana  | definitivo    |
| C                | Vincenzo Mustacciolo | Troina     | definitivo    |
| A                | Facundo Lescano      | Siena      | fine prestito |

| Cessioni         | Cessioni             | Cessioni       | Cessioni      |
| R.               | Nome                 | a              | Modalità      |
| ---------------- | -------------------- | -------------- | ------------- |
| D                | Luca Germoni         | Lazio          | fine prestito |
| D                | Juan Ramos           | Cosenza        | prestito      |
| D                | Lorenzo Saporetti    | Fermana        | prestito      |
| C                | Francesco Corapi     | Trapani        | definitivo    |
| C                | Luigi Scaglia        | Foggia         | prestito      |
| A                | Manuel Nocciolini    | Pordenone      | prestito      |
| Altre operazioni |                      |                |               |
| R.               | Nome                 | da             | Modalità      |
| P                | Andrea Panciroli     | Correggese     | prestito      |
| P                | Kristaps Zommers     | Cosenza        | prestito      |
| D                | Nicholas Oberrauch   | Lentigione     | prestito      |
| C                | Giuseppe Carriero    | Casertana      | prestito      |
| C                | Francesco Giorno     | Vicenza        | prestito      |
| C                | Vincenzo Mustacciolo | Troina         | prestito      |
| A                | Facundo Lescano      | Sicula Leonzio | prestito      |

### Operazioni successive alla sessione invernale
| Acquisti | Acquisti | Acquisti | Acquisti |
| R.       | Nome     | da       | Modalità |
| -------- | -------- | -------- | -------- |

| Cessioni | Cessioni         | Cessioni | Cessioni   |
| R.       | Nome             | a        | Modalità   |
| -------- | ---------------- | -------- | ---------- |
| D        | Desiderio Garufo |          | svincolato |

## Risultati

### Serie B

#### Girone di andata
| Arbitro: | Abbattista (Molfetta) |

|                   |           |  |
| Calaiò 40’ (rig.) | Marcatori |  |

| Arbitro: | Martinelli (Roma) |

|  |           |             |
|  | Marcatori | 21’ Barillà |

| Arbitro: | Minelli (Varese) |

|  |           |                 |
|  | Marcatori | 60’ A. Ferrante |

| Arbitro: | Ghersini (Genova) |

|                            |           |  |
| Han 18’ Buonaiuto 51’, 67’ | Marcatori |  |

| Arbitro: | Aureliano (Bologna) |

|               |           |                      |
| Lucarelli 47’ | Marcatori | 23’ Caputo 49’ Šimić |

| Arbitro: | Balice (Termoli) |

|  |           |               |
|  | Marcatori | 55’ Di Cesare |

| Arbitro: | Di Paolo (Avezzano) |

|                             |           |                                |
| Di Cesare 17’ Lucarelli 32’ | Marcatori | 56’ Sprocati 81’ (rig.) Vitale |

| Arbitro: | Sacchi (Macerata) |

|               |           |              |
| La Gumina 10’ | Marcatori | 71’ Gagliolo |

| Arbitro: | Baroni (Firenze) |

|  |           |             |
|  | Marcatori | 85’ Brugman |

| Arbitro: | Di Martino (Teramo) |

|                                           |           |           |
| Lucarelli 34’ Calaiò 82’ R. Insigne 90+3’ | Marcatori | 52’ Luppi |

| Arbitro: | Piccinini (Forlì) |

|  |           |                                               |
|  | Marcatori | 12’ Gagliolo 74’ R. Insigne 85’ (rig.) Calaiò |

| Arbitro: | Marinelli (Tivoli) |

|                               |           |  |
| Di Gaudio 1’ R. Insigne 90+4’ | Marcatori |  |

| Arbitro: | Nasca (Bari) |

|                      |           |                    |
| Maiello 8’ Ciano 26’ | Marcatori | 37’ (aut.) Maiello |

| Arbitro: | Serra (Torino) |

|                 |           |                 |
| Iori 73’ (rig.) | Marcatori | 41’, 84’ Calaiò |

| Arbitro: | Giua (Olbia) |

|                                                      |           |  |
| Iacoponi 6’ Lanni 74’ (aut.) Baraye 87’ Munari 90+4’ | Marcatori |  |

| Arbitro: | Fourneau (Roma) |

|                       |           |                |
| Pasciuti 5’ Verna 10’ | Marcatori | 22’ R. Insigne |

| Arbitro: | Martinelli (Roma) |

|                                       |           |  |
| R. Insigne 55’ Scavone 57’ Corapi 90’ | Marcatori |  |

| Arbitro: | Baroni (Firenze) |

|               |           |               |
| Tremolada 74’ | Marcatori | 21’ Di Gaudio |

| Parma 16 dicembre 2017, ore 15:00 CET 19ª giornata | Parma               | 0 – 0 referto | Cesena | Stadio Ennio Tardini (10 507 spett.)\| Arbitro: \| Di Martino (Teramo) \| |
| Arbitro:                                           | Di Martino (Teramo) |               |        |                                                                           |

| Bari 21 dicembre 2017, ore 20:30 CET 20ª giornata | Bari              | 0 – 0 referto | Parma | Stadio San Nicola (15 160 spett.)\| Arbitro: \| Piccinini (Forlì) \| |
| Arbitro:                                          | Piccinini (Forlì) |               |       |                                                                      |

| Parma 27 dicembre 2017, ore 20:30 CET 21ª giornata | Parma           | 0 – 0 referto | Spezia | Stadio Ennio Tardini (10 984 spett.)\| Arbitro: \| Ros (Pordenone) \| |
| Arbitro:                                           | Ros (Pordenone) |               |        |                                                                       |

#### Girone di ritorno
| Arbitro: | Nasca (Bari) |

|            |           |  |
| Cavion 89’ | Marcatori |  |

| Arbitro: | Saia (Palermo) |

|                                               |           |  |
| Lucarelli 41’ Calaiò 45+1’ (rig.) Scavone 78’ | Marcatori |  |

| Arbitro: | Aureliano (Bologna) |

|                      |           |              |
| Torregrossa 38’, 64’ | Marcatori | 58’ Ceravolo |

| Arbitro: | Serra (Torino) |

|                     |           |           |
| Ceravolo 84’ (rig.) | Marcatori | 60’ Cerri |

| Arbitro: | Sacchi (Macerata) |

|                                              |           |  |
| Donnarumma 13’, 41’ Caputo 50’ Maietta 90+5’ | Marcatori |  |

| Arbitro: | Di Paolo (Avezzano) |

|                   |           |             |
| Calaiò 75’ (rig.) | Marcatori | 66’ Firenze |

| Arbitro: | Pinzani (Empoli) |

|  |           |          |
|  | Marcatori | 33’ Dezi |

| Arbitro: | Marinelli (Tivoli) |

|                             |           |                                |
| Calaiò 31’, 39’ (rig.), 47’ | Marcatori | 52’ Nestorovski 90+4’ Rajković |

| Arbitro: | Illuzzi (Molfetta) |

|            |           |                                                  |
| Bunino 79’ | Marcatori | 10’ Calaiò 69’ Ceravolo 72’ Gagliolo 83’ Scavone |

| Arbitro: | Ros (Pordenone) |

|                    |           |  |
| La Mantia 45’, 89’ | Marcatori |  |

| Arbitro: | Baroni (Firenze) |

|                                       |           |            |
| Calaiò 73’ Siligardi 81’ Ceravolo 89’ | Marcatori | 24’ Mazzeo |

| Arbitro: | Martinelli (Roma) |

|             |           |                        |
| Asencio 33’ | Marcatori | 4’ Gagliolo 7’ Barillà |

| Arbitro: | Pezzuto (Lecce) |

|                    |           |  |
| Di Gaudio 20’, 37’ | Marcatori |  |

| Parma 13 aprile 2018, ore 21:00 CEST 35ª giornata | Parma               | 0 – 0 referto | Cittadella | Stadio Ennio Tardini (11 782 spett.)\| Arbitro: \| Aureliano (Bologna) \| |
| Arbitro:                                          | Aureliano (Bologna) |               |            |                                                                           |

| Arbitro: | Serra (Torino) |

|  |           |           |
|  | Marcatori | 2’ Calaiò |

| Arbitro: | Minelli (Varese) |

|                  |           |          |
| Barillà 25’, 48’ | Marcatori | 54’ Poli |

| Arbitro: | Sacchi (Macerata) |

|               |           |  |
| Castiglia 50’ | Marcatori |  |

| Arbitro: | Saia (Palermo) |

|                            |           |  |
| Ceravolo 19’ Di Gaudio 39’ | Marcatori |  |

| Arbitro: | Fourneau (Roma) |

|                    |           |              |
| Moncini 86’, 90+5’ | Marcatori | 56’ Ceravolo |

| Arbitro: | Di Paolo (Avezzano) |

|              |           |  |
| Gagliolo 59’ | Marcatori |  |

| Arbitro: | Piccinini (Forlì) |

|  |           |                            |
|  | Marcatori | 11’ Ceravolo 61’ Ciciretti |

### Coppa Italia

#### Turni eliminatori
| Arbitro: | Saia (Palermo) |

|                 |           |                  |
| Galano 36’, 90’ | Marcatori | 3’ (rig.) Calaiò |

## Statistiche

### Statistiche di squadra
| Competizione | Punti | In casa | In casa | In casa | In casa | In casa | In casa | In trasferta | In trasferta | In trasferta | In trasferta | In trasferta | In trasferta | Totale | Totale | Totale | Totale | Totale | Totale | D.R. |
| Competizione | Punti | G       | V       | N       | P       | GF      | GS      | G            | V            | N            | P            | GF           | GS           | G      | V      | N      | P      | GF     | GS     | D.R. |
| ------------ | ----- | ------- | ------- | ------- | ------- | ------- | ------- | ------------ | ------------ | ------------ | ------------ | ------------ | ------------ | ------ | ------ | ------ | ------ | ------ | ------ | ---- |
| Serie B      | 72    | 21      | 12      | 6       | 3       | 34      | 13      | 21           | 9            | 3            | 9            | 23           | 24           | 42     | 21     | 9      | 12     | 57     | 37     | +20  |
| Coppa Italia | -     | 0       | 0       | 0       | 0       | 0       | 0       | 1            | 0            | 0            | 1            | 1            | 2            | 1      | 0      | 0      | 1      | 1      | 2      | -1   |
| Totale       | 72    | 21      | 12      | 6       | 3       | 34      | 13      | 22           | 9            | 3            | 10           | 24           | 26           | 43     | 21     | 9      | 13     | 58     | 39     | +19  |

### Andamento in campionato
| Giornata  | 1 | 2 | 3 | 4  | 5  | 6 | 7  | 8  | 9  | 10 | 11 | 12 | 13 | 14 | 15 | 16 | 17 | 18 | 19 | 20 | 21 | 22 | 23 | 24 | 25 | 26 | 27 | 28 | 29 | 30 | 31 | 32 | 33 | 34 | 35 | 36 | 37 | 38 | 39 | 40 | 41 | 42 |
| --------- | - | - | - | -- | -- | - | -- | -- | -- | -- | -- | -- | -- | -- | -- | -- | -- | -- | -- | -- | -- | -- | -- | -- | -- | -- | -- | -- | -- | -- | -- | -- | -- | -- | -- | -- | -- | -- | -- | -- | -- | -- |
| Luogo     | C | T | C | T  | C  | T | C  | T  | C  | C  | T  | C  | T  | T  | C  | T  | C  | T  | C  | T  | C  | T  | C  | T  | C  | T  | C  | T  | C  | T  | T  | C  | T  | C  | C  | T  | C  | T  | C  | T  | C  | T  |
| Risultato | V | V | P | P  | P  | V | N  | N  | P  | V  | V  | V  | P  | V  | V  | P  | V  | N  | N  | N  | N  | P  | V  | P  | N  | P  | N  | V  | V  | V  | P  | V  | V  | V  | N  | V  | V  | P  | V  | P  | V  | V  |
| Posizione | 9 | 5 | 6 | 11 | 14 | 9 | 11 | 10 | 15 | 10 | 6  | 4  | 8  | 5  | 2  | 4  | 1  | 2  | 3  | 4  | 4  | 7  | 4  | 5  | 6  | 8  | 9  | 7  | 5  | 5  | 9  | 8  | 5  | 4  | 4  | 3  | 2  | 2  | 2  | 4  | 3  | 2  |

Legenda:

Luogo: C = Casa; T = Trasferta. Risultato: V = Vittoria; N = Pareggio; P = Sconfitta.

### Statistiche dei giocatori
Sono in corsivo i calciatori che hanno lasciato la società a stagione in corso.
| Giocatore      | Serie B  | Serie B | Serie B     | Serie B    | Coppa Italia | Coppa Italia | Coppa Italia | Coppa Italia | Totale   | Totale | Totale      | Totale     |
| Giocatore      | Presenze | Reti    | Ammonizioni | Espulsioni | Presenze     | Reti         | Ammonizioni  | Espulsioni   | Presenze | Reti   | Ammonizioni | Espulsioni |
| -------------- | -------- | ------- | ----------- | ---------- | ------------ | ------------ | ------------ | ------------ | -------- | ------ | ----------- | ---------- |
| A. Anastasio   | 8        | 0       | 1           | 0          | 0            | 0            | 0            | 0            | 8        | 0      | 1           | 0          |
| A. Barillà     | 24       | 4       | 8           | 0          | 0            | 0            | 0            | 0            | 24       | 4      | 8           | 0          |
| Y. Baraye      | 28       | 1       | 2           | 1          | 1            | 0            | 0            | 0            | 29       | 1      | 2           | 1          |
| E. Calaiò      | 34       | 13      | 4           | 0          | 1            | 1            | 0            | 0            | 35       | 14     | 4           | 0          |
| F. Ceravolo    | 18       | 7       | 1           | 0          | 0            | 0            | 0            | 0            | 18       | 7      | 1           | 0          |
| A. Ciciretti   | 8        | 1       | 4           | 0          | 0            | 0            | 0            | 0            | 8        | 1      | 4           | 0          |
| M. Coly        | 0        | 0       | 0           | 0          | 0            | 0            | 0            | 0            | 0        | 0      | 0           | 0          |
| F. Corapi      | 6        | 1       | 0           | 0          | 1            | 0            | 0            | 0            | 7        | 1      | 0           | 0          |
| A. Da Cruz     | 6        | 0       | 1           | 0          | 0            | 0            | 0            | 0            | 6        | 0      | 1           | 0          |
| J. Dezi        | 35       | 1       | 2           | 0          | 0            | 0            | 0            | 0            | 35       | 1      | 2           | 0          |
| V. Di Cesare   | 19       | 2       | 5           | 1          | 1            | 0            | 0            | 0            | 20       | 2      | 5           | 1          |
| A. Di Gaudio   | 36       | 5       | 1           | 0          | 0            | 0            | 0            | 0            | 36       | 5      | 1           | 0          |
| A. Dini        | 0        | 0       | 0           | 0          | 0            | 0            | 0            | 0            | 0        | 0      | 0           | 0          |
| P. Frattali    | 42       | -37     | 4           | 0          | 1            | -2           | 0            | 0            | 43       | -39    | 4           | 0          |
| M. Frediani    | 4        | 0       | 0           | 0          | 0            | 0            | 0            | 0            | 4        | 0      | 0           | 0          |
| R. Gagliolo    | 37       | 5       | 5           | 0          | 0            | 0            | 0            | 0            | 37       | 5      | 5           | 0          |
| D. Garufo      | 0        | 0       | 0           | 0          | 0            | 0            | 0            | 0            | 0        | 0      | 0           | 0          |
| M. Gazzola     | 19       | 0       | 4           | 0          | 0            | 0            | 0            | 0            | 19       | 0      | 4           | 0          |
| L. Germoni     | 5        | 0       | 0           | 0          | 0            | 0            | 0            | 0            | 5        | 0      | 0           | 0          |
| D. Giorgino    | 0        | 0       | 0           | 0          | 0            | 0            | 0            | 0            | 0        | 0      | 0           | 0          |
| S. Iacoponi    | 40       | 1       | 4           | 1          | 1            | 0            | 0            | 0            | 41       | 1      | 4           | 1          |
| R. Insigne     | 31       | 5       | 5           | 0          | 1            | 0            | 0            | 0            | 32       | 5      | 5           | 0          |
| A. Lucarelli   | 32       | 4       | 5           | 1          | 1            | 0            | 0            | 0            | 33       | 4      | 5           | 1          |
| P. Mazzocchi   | 18       | 0       | 3           | 0          | 0            | 0            | 0            | 0            | 18       | 0      | 3           | 0          |
| G. Munari      | 27       | 1       | 3           | 0          | 1            | 0            | 0            | 0            | 28       | 1      | 3           | 0          |
| M. Nardi       | 1        | -0      | 0           | 0          | 0            | 0            | 0            | 0            | 1        | 0      | 0           | 0          |
| M. Nocciolini  | 9        | 0       | 0           | 0          | 1            | 0            | 0            | 0            | 10       | 0      | 0           | 0          |
| J. Ramos       | 0        | 0       | 0           | 0          | 0            | 0            | 0            | 0            | 0        | 0      | 0           | 0          |
| L. Saporetti   | 0        | 0       | 0           | 0          | 0            | 0            | 0            | 0            | 0        | 0      | 0           | 0          |
| L. Scaglia     | 9        | 0       | 1           | 0          | 1            | 0            | 0            | 0            | 10       | 0      | 1           | 0          |
| M. Scavone     | 29       | 3       | 9           | 1          | 1            | 0            | 0            | 0            | 30       | 3      | 9           | 1          |
| M. Scozzarella | 24       | 0       | 4           | 0          | 1            | 0            | 1            | 0            | 25       | 0      | 5           | 0          |
| F. Sierralta   | 10       | 0       | 4           | 0          | 0            | 0            | 0            | 0            | 10       | 0      | 4           | 0          |
| L. Siligardi   | 18       | 1       | 1           | 0          | 1            | 0            | 0            | 0            | 19       | 1      | 1           | 0          |
| A. Vacca       | 11       | 0       | 3           | 0          | 0            | 0            | 0            | 0            | 11       | 0      | 3           | 0          |